# 323

## Починали
- Александър Македонски